# الحدة (المقاطرة)

تعديل مصدري - تعديل

الحدة هي إحدى قرى عزلة الانبوة بمديرية المقاطرة التابعة لمحافظة لحج، بلغ تعداد سكانها 91 نسمة حسب تعداد اليمن لعام 2004.